# 大阪府立西浦支援学校
大阪府立西浦支援学校（おおさかふりつ にしうらしえんがっこう）は、大阪府羽曳野市西浦二丁目にある特別支援学校。

## 概要
2011年3月をもって閉校した大阪府立西浦高等学校の跡地にて、2015年4月に開校した。知的障害のある児童・生徒を主な支援教育対象とし、小学部・中学部・高等部を設置する。大阪府立の特別支援学校の校名には所在する市名を用いるのが通例だが、羽曳野市には病弱児を主な対象とした大阪府立羽曳野支援学校がすでにあったため新たに所在市名を用いることができず、所在地であった旧高校名と地名をふまえて「西浦」を校名とした。なお、2014年3月時点の仮称は「大阪府立中河内・南河内地域支援学校」であった。
2025年度以降からは、全スクールバスの車内に防犯カメラを2箇所設置する予定である。

## 学区
- 羽曳野市[4]
- 藤井寺市[4]
- 柏原市[4]
- 松原市[4]
- 堺市（いずれも高等部のみ対象）[4]
  - 美原区 [4]
  - 東区[4]
  - 北区の一部[4]
- 八尾市・東大阪市の向陽学園入所者[4]

## 交通
近鉄南大阪線古市駅下車 徒歩15分